# Okene
Okene ist eine Stadt im Bundesstaat Kogi in Nigeria mit 126.979 Einwohnern.

## Wirtschaft
Okene ist Handelsplatz für die landwirtschaftlichen Produkte der Region:
Yams, Mais, Maniok, Sorghum, Bohnen, Erdnüsse, Palmöl und Baumwolle.
In Itapke, 15 km entfernt in Richtung Lokoja, wird in der National Iron Ore Mining Corporation (NIOMCO) Eisenerz abgebaut.

## Söhne und Töchter der Stadt
- Alexius Obabu Makozi (1932–2016), römisch-katholischer Bischof
- Akim Aliu (* 1989), kanadisch-nigerianischer Eishockeyspieler

## Geschichte
Am 31. März 2012 hoben nigerianische Sicherheitskräfte eine „Bombenfabrik“ in Okene aus, die die Behörden Boko Haram zuordneten. Zwei Sicherheitskräfte und neun mutmaßliche Terroristen kamen bei den Feuergefechten ums Leben.